# Thomas Luckmann
Thomas Luckmann (Jesenice, 14 de outubro de 1927 – 10 de maio de 2016) foi um professor de Sociologia na Universidade de Constança na Alemanha.

## Vida
Sociólogo americano-austríaca de alemão de origem eslovena, que ensinou principalmente na Alemanha. Nascido em Jesenice, Reino da Iugoslávia, Luckmann estudou filosofia e linguística na Universidade de Viena e na Universidade de Innsbruck. Casou-se com Benita Petkevic em 1950. Suas contribuições foram fundamentais para os estudos em sociologia da comunicação, sociologia do conhecimento, sociologia da religião e a filosofia da ciência. Seus títulos mais conhecidos são o livro de 1966, The Social Construction of Reality: A Treatise in the Sociology of Knowledge (em coautoria com Peter L. Berger), The Invisible Religion (1967) e The Structures of the Life-World (1973) (em coautoria com Alfred Schütz).

## Trabalho

### Filosofia e pensamento social
Luckmann foi um seguidor da escola de sociologia com orientação fenomenológica, estabelecida pelo acadêmico austríaco-americano Alfred Schütz. Ele contribuiu para a fundação da sociologia fenomenológica, da sociologia da religião nas sociedades modernas e da sociologia do conhecimento e da comunicação. A natureza interdisciplinar de seu trabalho continua relevante na sociologia e em outras disciplinas hoje.

#### Construcionismo social
Em vários de seus trabalhos, ele desenvolveu a teoria do construcionismo social, que argumenta que todo conhecimento, incluindo o conhecimento de senso comum mais básico da realidade cotidiana, é derivado e mantido por interações sociais. Junto com Peter L. Berger, ele escreveu o livro The Social Construction of Reality em 1966. O livro foi uma parte importante do movimento na sociologia, e particularmente na sociologia da religião, longe da visão da religião e dos valores religiosos como centrais para a ordem social, argumentando que a ordem social é socialmente construída por indivíduos e / ou grupos de indivíduos. Desde a publicação, o livro foi traduzido para treze idiomas diferentes e serve como um marco na literatura sociológica.

#### Sociologia da religião
Após seu trabalho de campo na Alemanha e a conclusão de sua dissertação, Luckmann foi convidado a completar várias revisões sobre a literatura sociológica em torno da religião. Decepcionado com as visões positivistas e não autênticas de uma sociologia da religião apoiada pela Igreja, Luckmann foi compelido a escrever A religião invisível em 1963. O livro foi então traduzido para o inglês em 1967. Com base em Durkheim, Luckmann desenvolveu uma perspectiva funcional em seus objetivos teóricos. Em vez de voltar às explicações populares da secularização, Luckmann explicou o surgimento de um novo tipo de religião no século XX: a religião privada Ele explica que a difusão de visões de mundo e a desespecialização institucional da religião levaram a uma privatização, ao invés de um recuo, da religião. Embora Luckmann inicialmente tenha recebido duras críticas, The Invisible Religion tornou-se um movimento fundamental dentro da sociologia da religião no século XX, especialmente em conjunto com The Social Construction of Reality.

#### Sociologia do conhecimento e da comunicação
A contribuição de Luckmann para a sociologia do conhecimento e da comunicação é baseada em sua análise cuidadosa da ligação entre as práticas linguísticas socioculturais e a construção da realidade social. Com base em sua pesquisa empírica de análise conversacional, Luckmann explica sua teoria dos "gêneros comunicativos" em que tipos linguísticos, como fofoca, provérbios ou piadas, todos servem como formas de conhecimento social e agem como ferramentas para a formação da estrutura social. Sua etnografia da fala modelou um código de interação social que deu uma abordagem diferente às fontes de restrição social.

#### Ação social
Luckmann continuou esta análise da ação social, e em 1982 ele continuou o trabalho de Alfred Schütz, baseando-se nas notas e manuscritos inacabados de Schütz para completar Structures of the Life-World, publicado (postumamente para Schütz) em 1982. Luckmann então construiu com base na análise de Schütz e publicou Teoria da Ação Social em 1992.